# Atik
Atik es el nombre de la estrella ο Persei (ο Per / 38 Persei / HD 23180) en la constelación de Perseo. Su nombre proviene del árabe Al-'Atiq, cuyo significado es «el hombro de las Pléyades». De magnitud aparente +3,83, se encuentra a una incierta distancia de 1475 años luz del sistema solar.
Atik es una estrella binaria espectroscópica formada por una gigante blanco-azulada de tipo espectral B1III de 22.000 K de temperatura efectiva, y otra estrella de tipo espectral B3V con una temperatura de 18.600 K. La primera es unas diez veces más luminosa que la segunda. Ambas estrellas giran en torno al centro de masas común cada 4,42 días y se hallan tan próximas que la fuerza de marea distorsiona su forma, por lo que tienen forma elipsoidal en vez de esférica.
Atik destaca también como fuente de rayos X, lo que sugiere la existencia de gases con dos temperaturas diferentes. Un gas caliente a 3 millones Kelvin probablemente es producido cuando los vientos estelares de ambas estrellas colisionan. Otro gas, con una temperatura todavía más alta de 16 millones K, puede proceder de algún tipo de corona caliente.

## Cultura
- Los omicronianos —habitantes del sistema planetario de Omicron Persei 8— tienen un papel destacado en la serie de dibujos animados Futurama.